# UCカード
UCカード（ユーシーカード）は、ユーシーカード株式会社・UCカードグループ各社・株式会社クレディセゾンが発行するクレジットカードである。

## 概要
1969年にユニオンクレジット（1994年にユーシーカードに改称）が設立され、発行を開始。2005年に同社（以下「旧ユーシーカード」）の加盟店・プロセシング事業を分割し、ユーシーカード（以下「現ユーシーカード」）を設立。2006年にクレディセゾンが旧ユーシーカードを吸収合併し、旧ユーシーカードが発行するUCカードを承継。2013年にりそなカードが分割したUCカードをクレディセゾンが承継した。
一方、現ユーシーカードは、2017年にクレジットカード発行を再開し、三井住友トラスト・カードが分割したUCカードを承継、2020年にSOMPOクレジットが分割したUCカードを承継した。
なお、現ユーシーカード・クレディセゾン・キュービタス（2020年にクレディセゾンに吸収合併し消滅）・みずほ銀行は、2019年に包括的業務提携の終了に関する合意書を締結したが、クレディセゾンも引き続きフランチャイジーとしてUCカードを発行している。

## 主なサービス

### ポイントサービス
ポイントサービスは、永久不滅ポイント及びUCポイントがあり、ショッピングの利用によって付与されるポイントは発行元によって異なる。また、一部の提携カードは、永久不滅ポイント及びUCポイント以外の独自のポイントサービスを採用している。
尚、楽天Edy株式会社のEdyへのチャージは、永久不滅ポイント・UCポイント付与の対象とはならない。しかし、上述の独自ポイントを採用している一部の提携カードの場合はポイント付与の対象になる場合がある。
2010年11月17日、それまで提供していた永久不滅ポイントやUCポイントからJALマイルへ交換することが可能なサービスを予告無しの発表と同時に廃止した。

#### UCポイント
ショッピング利用1000円毎に1ポイント貯まる。永久不滅ポイントと異なり有効期限があり、次年度の9月末日までである。
みちのくカード・十八カード・肥銀カード・トマトカード・クレディセゾンが発行するカードは、UCポイントの対象とはならない。

#### 永久不滅ポイント
永久不滅ポイントは、クレディセゾンが発行する「セゾンカード」に由来するポイントサービスであり、クレディセゾンが発行するUCカードの会員はセゾンカードで貯めた永久不滅ポイントと合算される。
ショッピング利用1000円毎に1ポイント貯まる。文字通り永久不滅であり、有効期限はない。
ユーシーカード・道銀カード・フィデアカード・ちば興銀カードサービス・北越カード・OKBペイメントプラット・第三カードサービス・きたぎんユーシー・きらやかカード・ふくぎんリース&クレジット・福邦カード・長野カード・しまぎんユーシーカード・もみじカード・トモニカード・労金カードサービス・第一生命カードサービス・朝日生命カードサービス・仙台銀行・播州信用金庫・NTTファイナンスが発行するカードは、永久不滅ポイントの対象とはならない。但し、一部の提携カードは永久不滅ポイントの対象となる場合がある。

### アットユーネット
会員専用のインターネットサービス。利用明細の照会や利用可能枠の照会、各種会員情報の変更、支払い方法の変更、キャッシングの申し込み等を行うことができる。

### セゾン・UC空港ラウンジサービス
空港その他の飛行場に設けられたラウンジを利用する事が出来るサービスである。
クレディセゾンが発行する「セゾンカード」と共通のサービスであるが、「UCカード」で利用する事が出来る空港とは一部異なる為、この節では「UCカード」で利用する事が出来る空港ラウンジについて記述する。利用できるのはゴールドカード（ヤングゴールドを含む）の会員である。
利用できる空港 
- 新千歳空港
- 函館空港
- 青森空港
- 仙台空港
- 秋田空港
- 成田国際空港
- 東京国際空港
- 新潟空港
- 富山空港
- 小松飛行場
- 中部国際空港
- 関西国際空港
- 大阪国際空港
- 神戸空港
- 美保飛行場
- 岡山空港
- 広島空港
- 徳島飛行場
- 高松空港
- 松山空港
- 福岡空港
- 北九州空港
- 長崎空港
- 熊本空港
- 大分空港
- 鹿児島空港
- 那覇空港
- ダニエル・K・イノウエ国際空港（米国）
- 仁川国際空港（韓国）

## プロパーカード

### 主要カード
一般
旅行保険等が付帯されていない、ごく普通のクレジットカード。年会費は税抜1250円。
カラット
学生専用のカード。在学中の年会費は無料。一部FCのみ取り扱い（ユーシーカードとクレディセゾンはセレクトに統合している）。
セレクト
一般カードに旅行保険・ショッピング補償（動産総合）保険が付帯されたもの。年会費は税抜1750円（クレディセゾンは学生に限り在学中無料。ユーシーカードは学生も同額）。
ヤングゴールド
20代専用のゴールドカード。年会費は税抜3000円。
ゴールド
ゴールドカード。年会費は税抜10000円。
プラチナ
プラチナカード。年会費は税抜16500円。ユーシーカードのみ発行。

### リボルビング払専用カード
FreeBO!（フリーボ）
リボルビング払い専用カード。年会費無料。

### クレディセゾンのみ発行するもの
UCトランスルーセントMasterCard
カードが半透明素材で出来ており、3種類のデザインから選べる。年会費・機能などはセレクトと同等。国際ブランドはMasterCard。
ハローキティカード
2011年11月15日を以て新規の申込受付を終了した。
DAIBA Seaside-PASS
お台場の観光名所（レインボーブリッジとパレットタウンの大観覧車・自由の女神像）をコラージュした券面が特徴のカードで、異なったデザインのUCカードとEdyカードがそれぞれ発行される。カード提示で臨海副都心地区の商業施設などで優待が受けられる所がある他、携帯電話料金の支払指定をすることで、次年度以降も年会費が無料となる。国際ブランドはマスターカード。
2008年3月31日の台場地区との提携終了に伴い、それ以前に既に新規発行は停止しており、有効期限が到来したカードは一般カードに差し替えられる。ただし、「携帯電話料金の支払指定をすることで、次年度以降も年会費が無料」のみ引き続き受けられるようにする予定。

## 非接触決済

### おサイフケータイ

#### UC QUICPay
QUICPayを採用したサービスである。利用するには、携帯電話（おサイフケータイ）が必要である。
道銀カード・みちのくカード・フィデアカード・ちば興銀カードサービス・北越カード・OKBペイメントプラット・第三カードサービス・十八カード・肥銀カード・きたぎんユーシー・きらやかカード・ふくぎんリース&クレジット・福邦カード・長野カード・しまぎんユーシーカード・トマトカード・もみじカード・トモニカード・労金カードサービス・第一生命カードサービス・仙台銀行・クレディセゾンが対応している。

#### UCカードiD
NTTドコモのiDを採用したサービスである。利用するには、携帯電話（おサイフケータイ）が必要である。クレディセゾン発行のみ対応している。

### Google Pay
Googleの Google Pay にUCカードを設定する事が出来る。利用するには、日本の Google Pay に対応するAndroidスマートフォンが必要である。2024年5月29日までは、クレディセゾン発行のみ対応だったが、2024年5月30日からユーシーカード株式会社などのUCカードグループ発行でも対応した。QUICPayが使用できる。

### Apple Pay
Appleが提供する Apple Pay にUCカードを設定する事が出来る。利用するには、日本の Apple Pay に対応するiPhone又はApple Watch が必要である。2024年5月29日までは、クレディセゾン発行のみ対応だったが、2024年5月30日からユーシーカード株式会社などのUCカードグループ発行でも対応した。QUICPayとVisa又はMastercardのタッチ決済が使用できる。

## 追加カード
家族カード
家族会員に発行されるカード。
UC ETCカード
ETCカード。有効期間は3年。年会費は無料。

### PiTaPaカード
- クレディセゾンが発行するUCカード（一部を除く）の会員は、「UC PiTaPaカード」を申し込む事が出来る。
- クレディセゾンが近鉄グループホールディングスと提携し発行する「KIPS UCカード」の会員は、「KIPS PiTaPaカード」を申し込む事が出来る。

## 主な提携カード
UCカードグループ各社及びクレディセゾンが発行する主な提携カードは次の通りである（新規の申込を受け付けているものに限る）。

### 銀行
- 「みずほマイレージクラブカード」 （クレディセゾン / みずほ銀行）
- 「Michinoku Card」 （みちのくカード / みちのく銀行）
- 「Harmonicaクレジット」 （肥銀カード / 肥後銀行）
- 「きらやかキャッシュ&クレジット」 （きらやかカード / きらやか銀行）
- 「F-One Card」 （ふくぎんリース&クレジット / 福島銀行）
- 「しまぎんピスカ」 （しまぎんユーシーカード / 島根銀行）
- 「トマト・MOTTOカード」 （トマトカード / トマト銀行）
- 「とくぎんトモニカード」 （トモニカード / 徳島大正銀行）
- 「香川銀トモニカード」 （トモニカード / 香川銀行）

### 鉄道
- 「Tokyo Metro To Me CARD」 （クレディセゾン / 東京地下鉄）
- 「京急プレミアポイント シルバー」 （クレディセゾン / 京浜急行電鉄）
- 「KIPS UCカード」 （クレディセゾン / 近鉄グループホールディングス）

### 航空
- 「MileagePlus UCカード」 （クレディセゾン / ユナイテッド航空）
- 「アシアナUCカード」 （クレディセゾン / アシアナ航空）

### 自動車
- 「Honda Cカード」 （クレディセゾン、道銀カード、ちば興銀カードサービス、北越カード、OKBペイメントプラット、肥銀カード、みちのくカード、もみじカード、きたぎんユーシー、第三カードサービス、長野カード又は労金カードサービス / 本田技研工業）
- 「JAF・UCカード」 （クレディセゾン / 日本自動車連盟）

### 流通
- 「ヤマダLABIカード」 （クレディセゾン / ヤマダフィナンシャル）
- 「ビックカード インターナショナル」 （クレディセゾン / ビックカメラ）

### スポーツ
- 「マリーンズカード」 （ちば興銀カードサービス / 千葉ロッテマリーンズ）
- 「LPGA CLUBカード」 （クレディセゾン / 日本女子プロゴルフ協会）

### その他
- 「WWFカード」 （クレディセゾン / 世界自然保護基金ジャパン）
- 「プラスハッピーUCカード」 （クレディセゾン / 東京ガス）

## UCカードグループ
UCカードグループは、ユーシーカードのブラザーズカンパニーである。なお旧ユーシーカードから承継して発行しているクレディセゾンはUCカードグループには、入っていない。UCカードグループは次の通り（2021年4月1日現在）。
- ユーシーカード株式会社
- 道銀カード株式会社[11]
- みちのくカード株式会社
- フィデアカード株式会社
- ちば興銀カードサービス株式会社
- 北越カード株式会社
- 株式会社OKBペイメントプラット
- 第三カードサービス株式会社
- 株式会社十八カード

- 肥銀カード株式会社
- きたぎんユーシー株式会社
- きらやかカード株式会社
- 株式会社ふくぎんリース&クレジット
- 福邦カード株式会社
- 長野カード株式会社
- しまぎんユーシーカード株式会社
- トマトカード株式会社

- もみじカード株式会社
- トモニカード株式会社
- 株式会社労金カードサービス
- 第一生命カードサービス株式会社
- 朝日生命カードサービス株式会社
- 株式会社仙台銀行
- 播州信用金庫

## 脚註
1. ↑  『合併に関するお知らせ』（PDF）（プレスリリース）。
2. ↑  『会社分割（簡易吸収分割）による事業承継に関する分割契約締結のお知らせ』（PDF）（プレスリリース）。
3. ↑  “「三井住友トラスト・カード株式会社」のＵＣカード事業の承継について”. 2018年7月29日閲覧。
4. ↑  “ＵＣクレジットカード事業の譲渡について”. 2021年5月22日閲覧。
5. ↑  『完全子会社の吸収合併（簡易合併・略式合併）に関するお知らせ』（PDF）（プレスリリース）。
6. ↑  『クレディセゾンとの「包括的業務提携」の終了に関する合意書締結について』（プレスリリース）。
7. ↑  “「Edy」チャージのUCカードご利用分に関するUC永久不滅ポイント及びUCポイント付与終了のお知らせ”. 2021年3月3日閲覧。
8. ↑  セゾン・UC国内空港ラウンジサービス
9. ↑  “「UCハローキティカード」新規募集終了のご案内”. 2018年7月29日閲覧。
10. ↑  『株式会社福島カードサービスとの合併のお知らせ』（プレスリリース）。
11. ↑  新規の申込を受け付けていない。